# Hohenwart
För andra betydelser, se Hohenwart (olika betydelser).
Hohenwart är en köping (Markt) i Landkreis Pfaffenhofen an der Ilm i Regierungsbezirk Oberbayern i förbundslandet Bayern i Tyskland.